# アリシャー ライスットルークライ
アリシャー ライスットルークライ（タイ語: อลิชา ไล่สัตรูไกล、 英語: Alicia Laisuthruklai、1979年 3月1日 -）は、タイ王国の女優。通称はエーン-（タイ語: แอน, 英語: Ann）。